# Электроника МПО-10
Электроника МПО-10 — сменный модуль оперативной памяти объёмом 10 КБ, предназначенный для использования с портативными микрокомпьютерами «Электроника МК-90», «МК-95» и «МК-98».

## Технические характеристики
- Информационная ёмкость: 10 КБ
- Максимальная скорость передачи информации: 25 Кбайт/с
- Доступ к памяти осуществляется с помощью последовательной шины, подобной SPI, через 6-контактный разъем
- Память энергозависимая
- Срок хранения информации при автономном режиме: 12 мес.
- Ток потребления при автономном режиме, Uпит=3В: 10 мкА
- Диапазон напряжений питания для чтения/записи: 4.5-5.5 В
- Номинальное напряжение питания: 5В
- Номинальное напряжение питания при котором обеспечивается хранение информации: 2.6В
- Габаритные размеры: 69.5х35х12.1
- Масса (не более): 29 гр.[источник не указан 2710 дней]

## Элементная база
- Контроллер памяти КА1835ВГ2 (преобразующий последовательный интерфейс модуля в параллельный интерфейс микросхем ОЗУ)
- Микросхемы ОЗУ: статического типа (SRAM) 5шт. КА537РУ10(Б), объёмом по 2 КБ, с организацией 2К×8 (аналог HM6516)
- Литиевый источник питания напряжением 3 В, обеспечивающий сохранность данных в памяти в течение длительного времени (до 1 года)[источник не указан 2710 дней]

## Фотографии
|  |  |  |  |  |
|  |  |  |  |  |